# Crassimarginatella falcata
Crassimarginatella falcata är en mossdjursart som beskrevs av Cook 1968. Crassimarginatella falcata ingår i släktet Crassimarginatella och familjen Calloporidae. Inga underarter finns listade i Catalogue of Life.